# Ribarroja del Turia
Ribarroja del Turia (en valenciano y oficialmente Riba-roja de Túria) es un municipio de la Comunidad Valenciana, España. Situado en la provincia de Valencia, en la comarca del Campo de Turia. Cuenta con 21 992 habitantes (INE 2018). Pertenece a la segunda corona del área metropolitana de Valencia.

## Topónimo
El topónimo deriva, probablemente, del latín: 'Ripa Rubea' (ribera roja); esa es al menos la opinión más extendida, pero en la documentación de Jaime I (siglo XIII) aparece casi siempre, igual en español que en valenciano o en latín, como "Riba Roya" (mientras que la actual Ribarroja de Ebro aparece como "Riudiroga"); en la correspondencia manuscrita original entre la condesa de Palamós y su hija la baronesa de Ribarroja, aparece normalmente también como Riba Roya (1535); Ripa Rubea aparece en Beuter posiblemente como una traducción inversa culta, porque en la muy abundante documentación aparece (en valenciano, castellano o latín) como Riba roya (pendiente), Riba roja o Ribarocha. Respecto al significado existen actualmente otras posibilidades; por un lado el significado de "rocha" (pendiente), como se usa en la serranía, por ejemplo, casaría con la situación del acceso al núcleo antiguo, pero si el origen del topónimo fuera anterior a la romanización el significado de "roya" como "torrentera", lugar de cantos rodados o de aguas corrientes y barrancos (común en muchos lugares de España y que usamos por ejemplo en palabras como arroyo) sería el que más se acercaría a la toponimia real, máxime si se considera la envergadura original que debieron tener los barrancos que rodean el lugar y llegan al río.

## Geografía
Integrado en la comarca de Campo de Turia, está situado a 21 kilómetros del centro de la capital valenciana. El término municipal está atravesado por la autovía del Este entre los pK 337 y 341, así como por la autovía A-7 y la carretera autonómica CV-37 (une Manises con Villamarchante).
El relieve del municipio es variado, alternando terrazas fluviales y extensas llanuras de cultivo en la vega del río Turia con montañas suaves que superan los 250 m de altitud. El pueblo se alza a 100 m sobre el nivel del mar y se halla construido sobre una suave colina a la derecha del río Turia.
El medio climático es el típico mediterráneo aunque con temperaturas algo más bajas que en la capital de la provincia dada su mayor altitud; las medidas térmicas oscilan entre los 9 °C de enero y los 24 °C de agosto, siendo las precipitaciones ligeramente superiores a los 400 mm anuales, con un máximo en la estación otoñal.
La superficie no labrada la ocupan montículos desprovistos de vegetación arbórea, si exceptuamos los jóvenes pinares de la Montaña "del Frare", pero ricos en especies menores como el romero, espino, coscoja y otros.

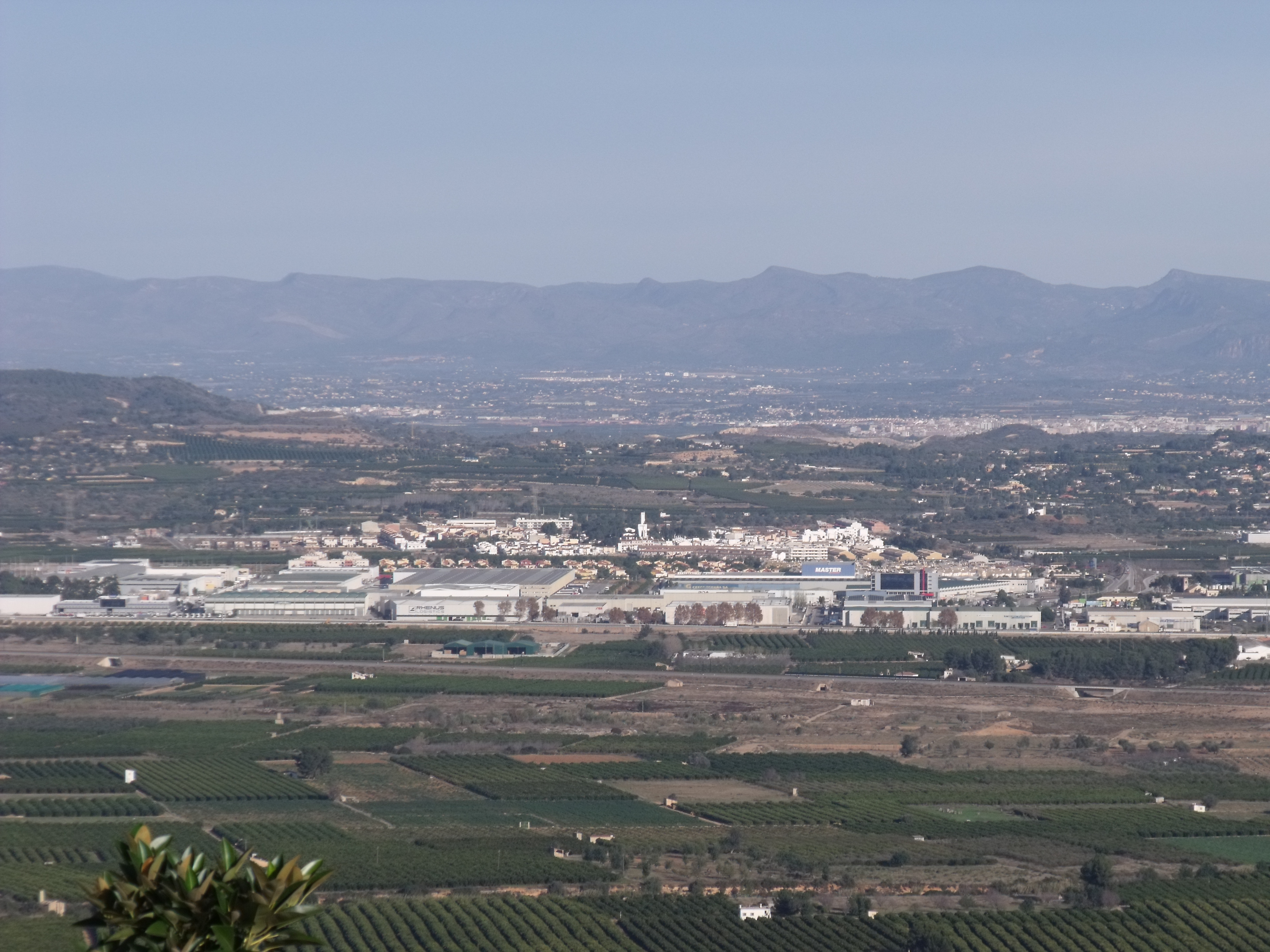
En la foto, polígono de la REVA y carretera A-3. El núcleo más cercano es Loriguilla, casi rodeado por el término de Ribarroja, cuyo casco urbano se observa más alejado.

| Noroeste: Benaguacil          | Norte: Benaguacil, Puebla de Vallbona y La Eliana | Noreste: La Eliana       |
| Oeste: Villamarchante         |                                                   | Este: Paterna y Manises  |
| Suroeste: Loriguilla y Cheste | Sur: Chiva y Cuart de Poblet                      | Sureste: Cuart de Poblet |

## Accesos
Las principales vías de acceso a la población son las siguientes:
- Desde Valencia y Manises a través de la carretera CV-37 (antigua CV-370) que continúa hacia Villamarchante.
- Desde Loriguilla y la A-3/E-901, a través de la carretera CV-374.
- Desde La Eliana y San Antonio de Benagéber, a través de la carretera CV-336.
- Desde Puebla de Vallbona a través de la carretera CV-372.

## Barrios y pedanías
En el término municipal de Ribarroja del Turia, se ubican 12 urbanizaciones y varios núcleos diseminados:
- Zona sur
  - Urbanización Masía de Traver
  - La Llobatera
  - Urbanización Els carasols
  - Urbanización Els Pous
  - Urbanización Reva
  - Urbanización Valencia la Vella
- Zona norte
  - Santa Mónica
  - El Molinet
  - Parque Montealcedo
  - Montealcedo
  - Entrenaranjos
  - Santa Rosa
  - Clot de Navarrete

## Historia
Existen varios yacimientos del bronce e íberos; los romanos, que la llamaron Ribarubea ('ribera roja'); se han encontrado varias villae y las ruinas de una ciudad conocida como Valencia la Vella.
Yacimiento visigodo del  Pla de Nadal, testimonio de la presencia de los visigodos en Ribarroja, parece haber sido un conjunto palatino mandado construir por Teodomiro o Theudemir, también Tudemir duque de la Cartaginense, después de la invasión musulmana de Hispania en el 711, y la caída del Reino Visigodo de Toledo, tras la derrota del rey Don Rodrigo en la batalla de Guadalete. En la parte occidental del yacimiento se han encontrado hasta el momento tres silos que se utilizaban para almacenar cereal y restos de cerámica en buen estado de conservación, lo que podría indicar un establecimiento dedicado a la artersanía y a la producción agrícola. Destaca en este yacimiento, para la comprensión urbanística del conjunto la aparición de dos muros paralelos, uno de un metro de ancho y el otro de 60 cm. Se ha descubierto que el edificio estaba protegido por una muralla con torres. El muro más ancho podría ser la pared de una ancha terraza que puede pertenecer a otro asentamiento antiguo. Parece que se reutilizaron sillares para construir muros de este edificio visigodo. También se hallaron un total de 28 monedas, de entre todas estas destaca una del rey ostrogodo Totila, estas se encontraron junto a hornos de carácter metalúrgico.
Los musulmanes, la bautizaron Beni-panoha, dejaron el núcleo urbano, la torre y el castillo.

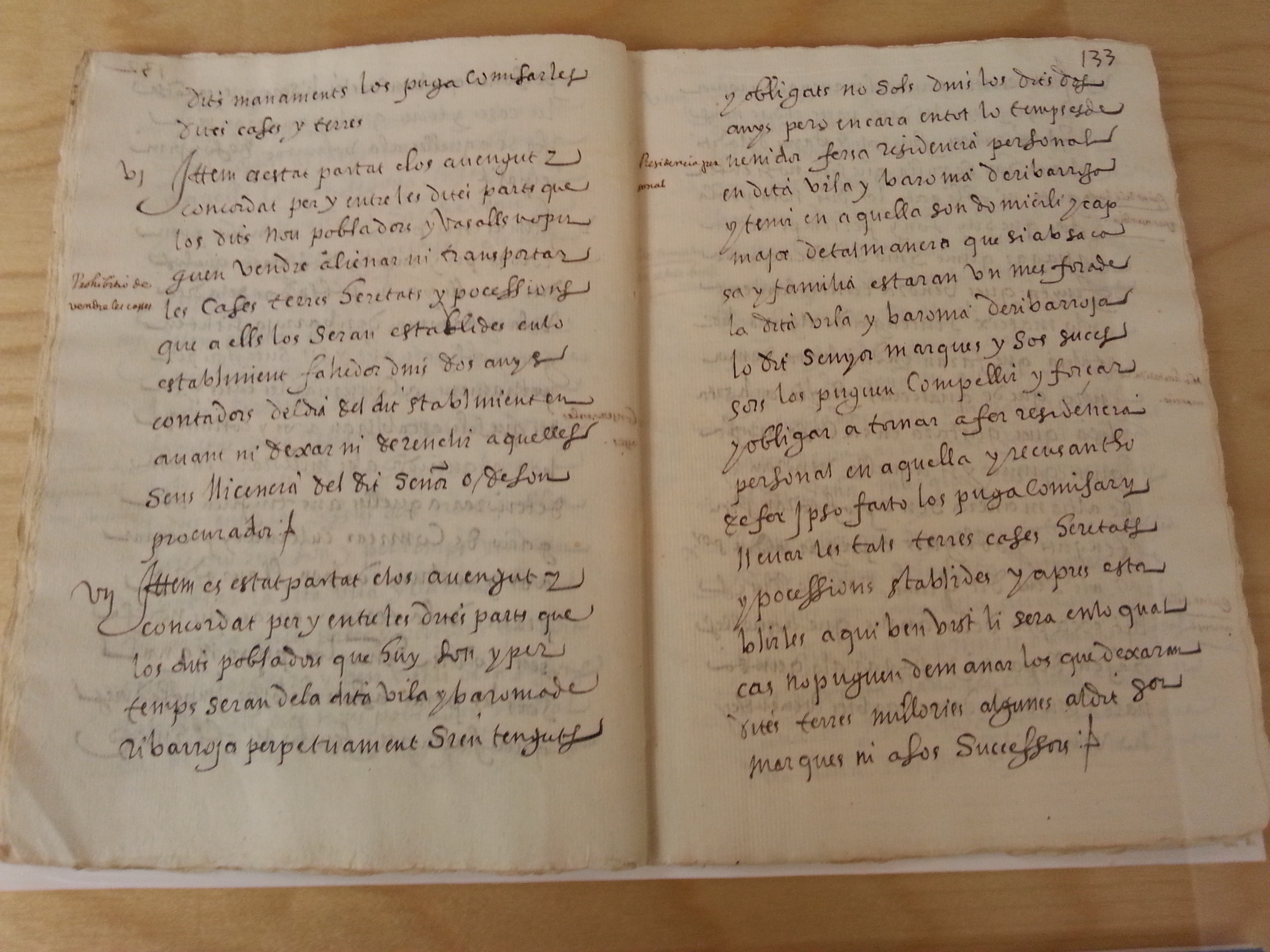
Carta puebla de Ribarroja, otorgada el 7 de agosto de 1611. Conservada en el Archivo del Reino de Valencia.

En el Llibre del Repartiment aparece el nombre de Ribarroja como donación del rey a "Jacma, nutrix filii Jacobete, domos Mahomat de Riba Roya"; la tuvo el príncipe Pedro, hijo del rey, aunque la administraron diversas personas, generalmente judíos como Adam de Paterna, con los que se endeudaba. El 30 de junio del 1269 realiza un intercambio de territorios que poseía en Aragón (Las Pedrosas) con el obispo de Zaragoza que alegaba tener también la posesión del castillo y la villa de Ribarroja, para cerrar el pleito y mantener la posesión. El 30 de agosto del mismo año el caballero aragonés Arnau de Romaní, permuta el señorío de Palma al hijo de Jaime I Don Pedro a cambio de Ribarroja. El 16 de enero de 1276 Ramón de Riusec permuta su señorío en Perputxent por el de Ribarroja al caballero Arnau de Romaní.
En 1348, los unionistas se apoderaron de la población y ajusticiar a los jurados y al batlle.
Pertenecía al grupo de pueblos-castillo que bordeaban el río Turia. Conocería diversos señoríos: en 1382, el señorío pertenecía a Pedro de Centelles y su esposa Raimunda de Riusech, en 1562 era de Gabriel de Roxes. Tras la expulsión de los moriscos, en 1609 quedó muy mermada hasta el punto que en 1646 contaba con 45 casas habitadas. Sería pues, el marqués de Guadalest quien le otorgó carta de población el 7 de agosto de 1611, para 41 nuevos pobladores, reservándose para él la máxima jurisdicción, y el poder de nombrar los oficiales municipales; ofrecía tierras y casas, y a cambio los vasallos le daban la quinta parte de la fruta, la séptima del arroz, la novena de los frutos del secano y otros tributos. También perteneció al marqués de Cáceres y al conde de Revillagigedo hasta la abolición de los señoríos.
En el siglo XVIII sufrió los terribles azotes de las fiebres tercianas, pero a partir de 1769 inició un rápido crecimiento. En su término existió una renombrada guerrilla que combatió al ejército napoleónico durante la Guerra de la Independencia.
Durante el siglo XIX experimentó su mayor auge, debido en gran parte a la ampliación de los regadíos. La instalación de industrias a partir de la década de 1960 ha permitido un aumento considerable de población, gracias sobre todo a la inmigración procedente de Andalucía Oriental y Castilla-La Mancha. Desde finales del siglo XX la localidad se ha ido integrando paulatinamente en la segunda corona del área metropolitana de Valencia.

### Dana de octubre 2024
El 29 de octubre de 2024, Ribarroja del Turia fue una de las localidades más afectadas por la DANA (Depresión Aislada en Niveles Altos) que azotó la Comunidad Valenciana. Las lluvias torrenciales provocaron el desbordamiento del río Turia y causaron graves inundaciones en el municipio.
El polígono industrial de La Reva sufrió daños significativos, afectando al 90-95 % de las empresas y dejando a unos 25.000 empleados sin poder acceder a sus puestos de trabajo. Además, aproximadamente 700 trabajadores quedaron atrapados y fueron rescatados por los servicios de emergencia. El ayuntamiento también tuvo que desalojar a unas 60 viviendas cercanas al río debido al riesgo de inundación.
El Ayuntamiento de Ribarroja del Turia declaró la situación como "muy traumática" y solicitó ayuda urgente para la reconstrucción. Se adjudicaron 28 contratos de emergencia por un valor de 1,7 millones de euros para reparar las infraestructuras dañadas, incluyendo puentes y accesos viales.º Además, se implementaron medidas fiscales para apoyar a las empresas afectadas y se exigió el desbloqueo de fondos de reconstrucción por parte de las administraciones superiores.

## Demografía
Ribarroja del Turia cuenta con una población de 24 230 habitantes (INE 2024).
| Gráfica de evolución demográfica de Ribarroja de Turia entre 1842 y 2021                                            |
| |
| Población de derecho según los censos de población del INE Población de hecho según los censos de población del INE |

### Comunicaciones

#### Metro
La línea 9 de Metrovalencia conecta la localidad con las poblaciones de Manises, Cuart de Poblet y Valencia. El municipio tiene tres paradas, Ribarroja de Túria, Masía de Traver y València la Vella.
Ribarroja también tiene un servicio de autobuses municipales que conecta la población y sus pedanías con la estación de metrovalencia El Clot de la línea 2 de Ferrocarriles de la Generalidad Valenciana; y un servicio especial que conecta Masía de Traver con el polideportivo municipal.
Anteriormente, Ribarroja del Turia también estaba conectada con Valencia a través de la línea C-4 de Cercanías Valencia (Renfe) Valencia-Estación del Norte - Ribarroja del Turia, pero hace unos años dicha línea fue clausurada para ser sustituida por el proyecto de prolongación de la línea 5 que finalmente fue la línea 9 por la redistribución de las líneas de MetroValencia de Metro Valencia de los Ferrocarriles de la Generalidad Valenciana. Tras años de retraso en la ejecución del proyecto, desde las 13 horas del viernes 6 de marzo de 2015, Ribarroja del Turia quedó conectada con la línea 9 de la red de MetroValencia de los Ferrocarriles de la Generalidad Valenciana.

#### Autobús Urbano
En la localidad cuenta con una red de transporte urbano para unir varios puntos de la localidad. Las líneas son la siguiente:
- ConectaMetro:[18] Mas d’Escoto - Estació Metro
- ConectaMetro:[19] Urbanizaciones Nord-Oest conexión con Línea 9 y Línea 2.
- Línea Interinstituts.[20]
- AribaBus.[21]

#### Autobús Interurbano
En este caso la localidad tiene varios servicios que conectan con diferentes puntos de la comarca con la marca comercial MetroBús de la Generalidad Valenciana, explotado por varias empresas, Urbetur y Autobuses Buñol, las líneas son las siguientes:
- Línea 105: Vilamarxant – Riba-roja de Túria
- Línea 269: València - Base Aéria - L'Oliveral i La Reva

## Economía
La agricultura constituye, por el momento, su principal base económica. En la superficie cultivada, predominan en el secano los frutales, entre ellos el algarrobo y, en el regadío, el naranjo y el cultivo de hortalizas.
En la ganadería, actualmente sin relevancia, los sectores lanar, porcino y vacuno.
La industria se centra en la tradición cerámica de Ribarroja. Destacan el cemento, los pretensados, el material sanitario, las cerámicas artísticas y los materiales para la construcción.
Ribarroja de Turia posee en su término varios polígonos para la industria valenciana, contando entre ellos: Entrevies, Sector 12, Sector 13, Casanova, Poyo de Reva y el Oliveral.

## Administración y política
| Periodo   | Nombre                              | Partido   |
| --------- | ----------------------------------- | --------- |
| 1979-1983 | Vicente Guzmán / Joan Antoni Toledo | PSPV-PSOE |
| 1983-1987 | Joan Antoni Toledo                  | PSPV-PSOE |
| 1987-1991 | Joan Antoni Toledo                  | PSPV-PSOE |
| 1991-1995 | Joan Antoni Toledo                  | PSPV-PSOE |
| 1995-1999 | Francisco Tarazona Zaragozá         | PP        |
| 1999-2003 | Francisco Tarazona Zaragozá         | PP        |
| 2003-2007 | Francisco Tarazona Zaragozá         | PP        |
| 2007-2011 | Francisco Tarazona Zaragozá         | PP        |
| 2011-2015 | Francisco Tarazona Zaragozá         | PP        |
| 2015-2019 | Roberto Pascual Raga Gadea          | PSPV-PSOE |
| 2019-2023 | Roberto Pascual Raga Gadea          | PSPV-PSOE |
| 2023-act. | Roberto Pascual Raga Gadea          | PSPV-PSOE |

### Resultados de las elecciones municipales del 2015[24]
| Candidatura   | Candidato                       | Votos | Percentage | Concejales |
| ------------- | ------------------------------- | ----- | ---------- | ---------- |
| PPCV          | María José Ruiz Esteban         | 3323  | 29,19 %    | 7          |
| PSPV          | Robert Raga Gadea               | 2837  | 24,92 %    | 6          |
| RIBA-ROJA POT | Rubén Ferrer Pérez              | 1507  | 13,24 %    | 3          |
| Cs            | Francisco Manuel Caparrós Duran | 1404  | 12,33 %    | 2          |
| COMPROMÍS     | Rafael Folgado Navarro          | 1352  | 11,88 %    | 2          |
| EUPV - AC     | Rafael Gómez Muñoz              | 786   | 6,91 %     | 1          |

### Resultados de las elecciones municipales del 2011[25]
| Candidatura | Candidato                   | Votos | Percentage | Concejales |
| ----------- | --------------------------- | ----- | ---------- | ---------- |
| PPCV        | Francisco Tarazona Zaragozá | 5053  | 47,20 %    | 11         |
| PSPV        | Robert Raga Gadea           | 3639  | 33,99 %    | 7          |
| EUPV        | Carmen Folgado Teresí       | 980   | 9,15 %     | 2          |
| BLOC        | Bernat Garcia-Sevilla       | 705   | 6,59 %     | 1          |

## Museos

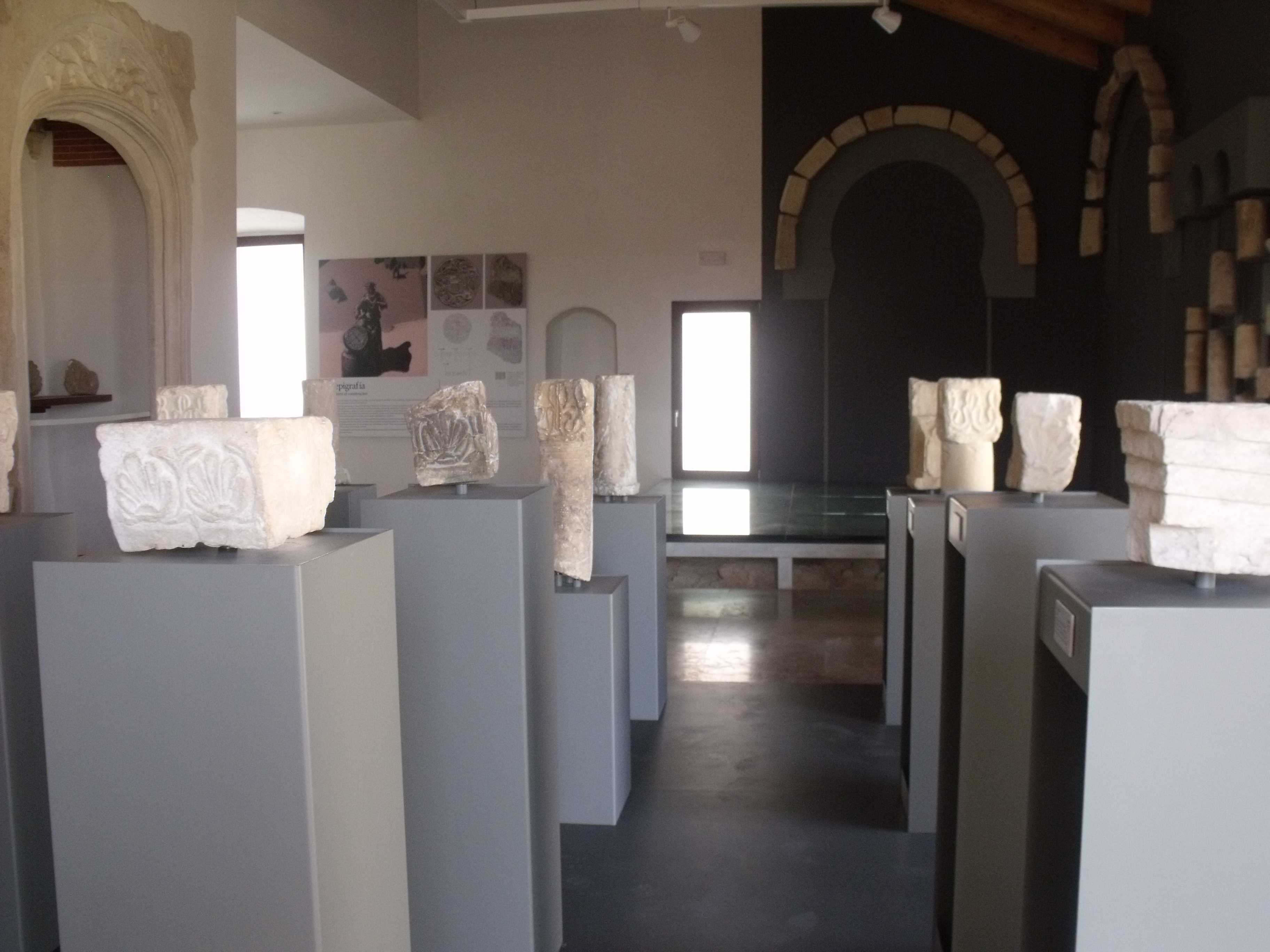
Museo del Pla de Nadal (MuPla)

- MuPla: el museo Visigodo de Pla de Nadal –MUPLA-, ubicado en el Castillo de Ribarroja, nos muestra la historia de este excepcional conjunto palatino mandado construir por Teodomiro, duque de la Cartaginense, después de la llegada de los árabes en el 711. Se hace un recorrido a través de su arquitectura, su decoración, su epigrafía, etc. Se explica el trabajo de los canteros, estucadores y pintores en el edificio. Finalmente, se pueden contemplar más de cien piezas de escultura, que constituye la mejor colección de plástica civil tardoantigua de Hispania y una de las más completas de todo el Occidente.
- MuCa: el museo de Cerámica del castillo de Ribarroja del Turia- MUCA- alberga una colección de piezas cerámicas de los siglos XIV, XV y XVI, recuperadas durante las excavaciones arqueológicas realizadas en el castillo y que pertenecían a los ajuares domésticos de sus moradores y a la decoración y arquitectura del edificio. Sus carteles explicativos nos muestran la historia, evolución arquitectónica, usos y actividades artesanales desarrolladas en este edificio desde el siglo XI hasta el XX.
- Museo Casa del Molinero: en 1948 Manuel Alamar Mocholí, el último dueño del Molino de Riba-roja de Túria, fue quien a lo largo del tiempo, hasta su abandono, realizó grandes obras en el molino, tanto exterior como interior, y construyó la casa del molinero. Esta casa funcionó como residencia familiar, sede administrativa y de almacenaje del molino. En ella se puede observar elementos de la vida cotidiana del molinero y su familia, en donde se conjugan elementos tradicionales y de una incipiente modernidad tecnológica. También hay objetos relacionados con la administración del molino, como muestras de harina, un archivo con papeles administrativos, objetos de escritorio, entre otros.

## Patrimonio

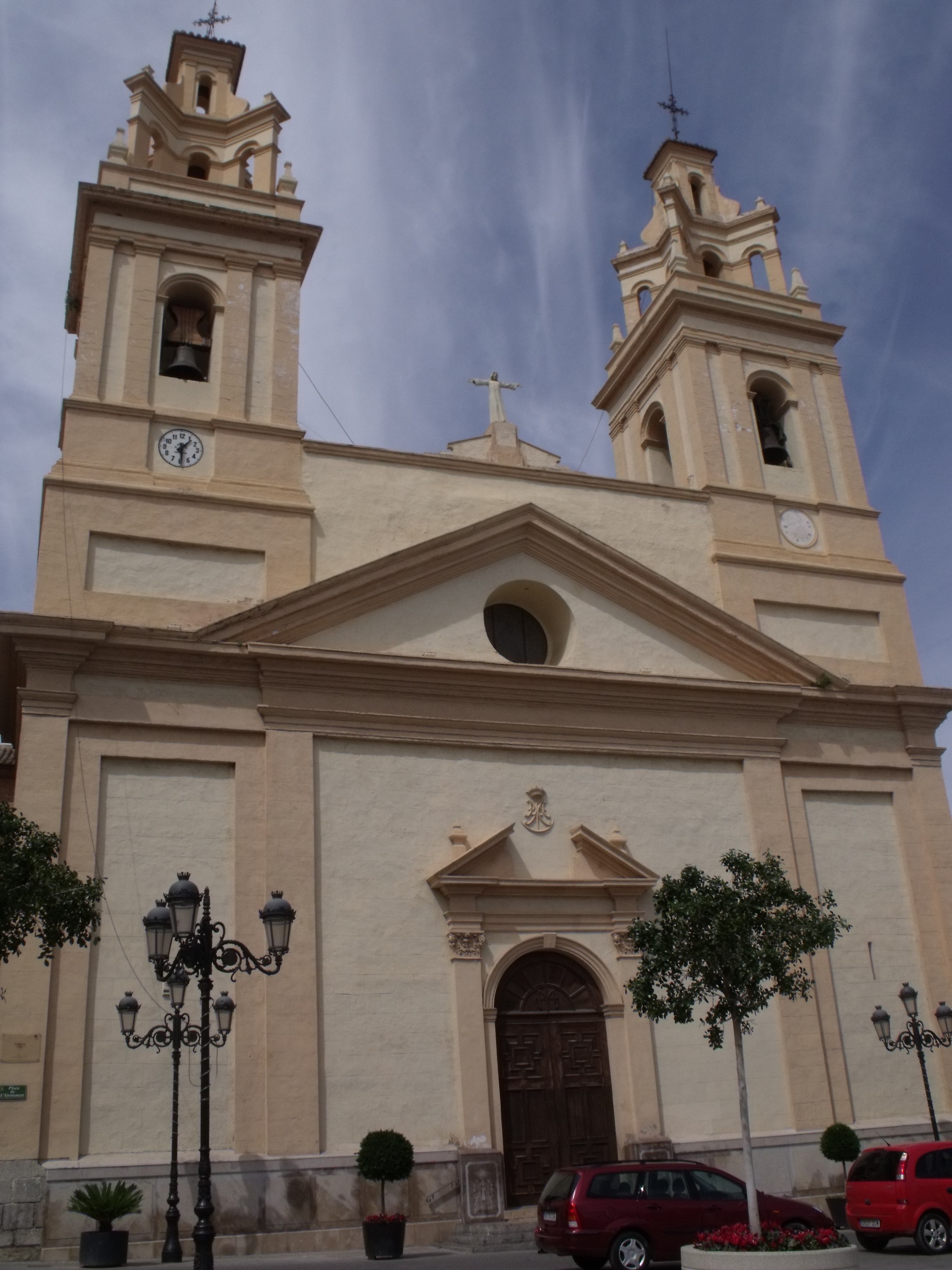
Iglesia parroquial de la Asunción

### Religioso
- Iglesia parroquial: consagrada en 1797, de estilo neoclásico. La peculiaridad que la caracteriza es que en la construcción de sus dos torres hay más de un siglo de diferencia. En 1832 fue trasladado a este templo la imagen del Santísimo Cristo de los Afligidos. En 1936 durante la Guerra Civil el templo fue profanado, siendo sus imágenes y mobiliario quemado y sus altares destruidos, convirtiéndose posteriormente en un almacén hasta la finalización de la contienda. En 1999 el Ayuntamiento de Ribarroja firmó un convenio con la Universidad Politécnica de Valencia, gracias al cual más de 40 estudiantes de la facultad de Bellas Artes restauraron las pinturas y frescos de la iglesia. Recientemente se han incorporado al templo cuatro imágenes de apóstoles esculpidas en resina de mármol por el artista Enrique San Isidro.
- Asilo Convento Sagrada-Familia: el matrimonio formado por don Fernando María Pastor y marqués y doña Filomena Garelly y Valier que no tuvieron descendencia, decidió donar su palacio con la finalidad de ser convertido en asilo y colegio para los niños necesitados en 1892. El asilo fue puesto bajo la advocación de la Sagrada Familia y junto al edificio, se inauguró una capilla, aneja a la estructura inicial, de estilo neogótico. Crónicas de la época nos dan a conocer una gran cantidad de detalles: “Consta el establecimiento de planta baja, donde se encuentra una espaciosa escuela con su graderío, para párvulos de ambos sexos, entrada, salón de recibo, patio de luces, dependencia para visitas y precioso jardín, donde se alza, entre frondoso follaje, una preciosa gruta de la Virgen de Lourdes y un estanque”. Los altos costos y la dificultad de mantenimiento del asilo-colegio fueron haciendo cada vez más difícil su continuidad. Este fue el motivo por el que en octubre de 1971, las hermanas trinitarias abandonaron el centro y este cerrara. Hoy el palacio funciona como centro de día, mientras que la capilla puede ser visitada en nuestra ruta por el casco antiguo.

### Civil

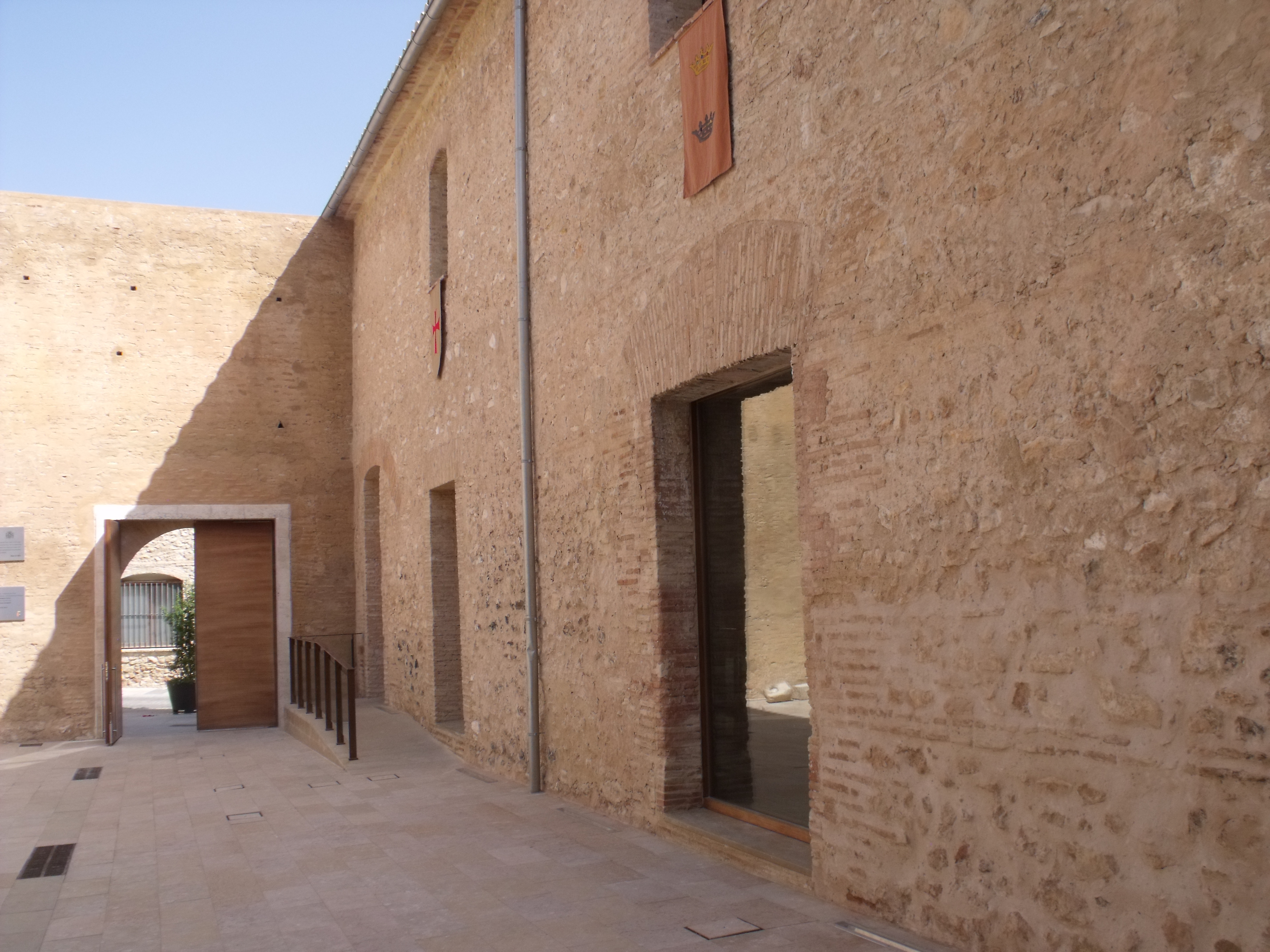
El Castillo

- El Castillo: el Castillo es el edificio más antiguo, importante y emblemático de Ribarroja desde el punto de vista de su origen y evolución histórica. Está declarado Bien de Interés Cultural, inscrito en el Registro General del Patrimonio Histórico Español con la categoría de monumento. El Castillo es una construcción de gran volumen, formada por la yuxtaposición sucesiva de diferentes cuerpos edificados procedentes de épocas distintas (desde el siglo XI al XIX) y que han sufrido procesos muy importantes de transformación y sustitución, lo que confiere una gran diversidad y complejidad al edificio.

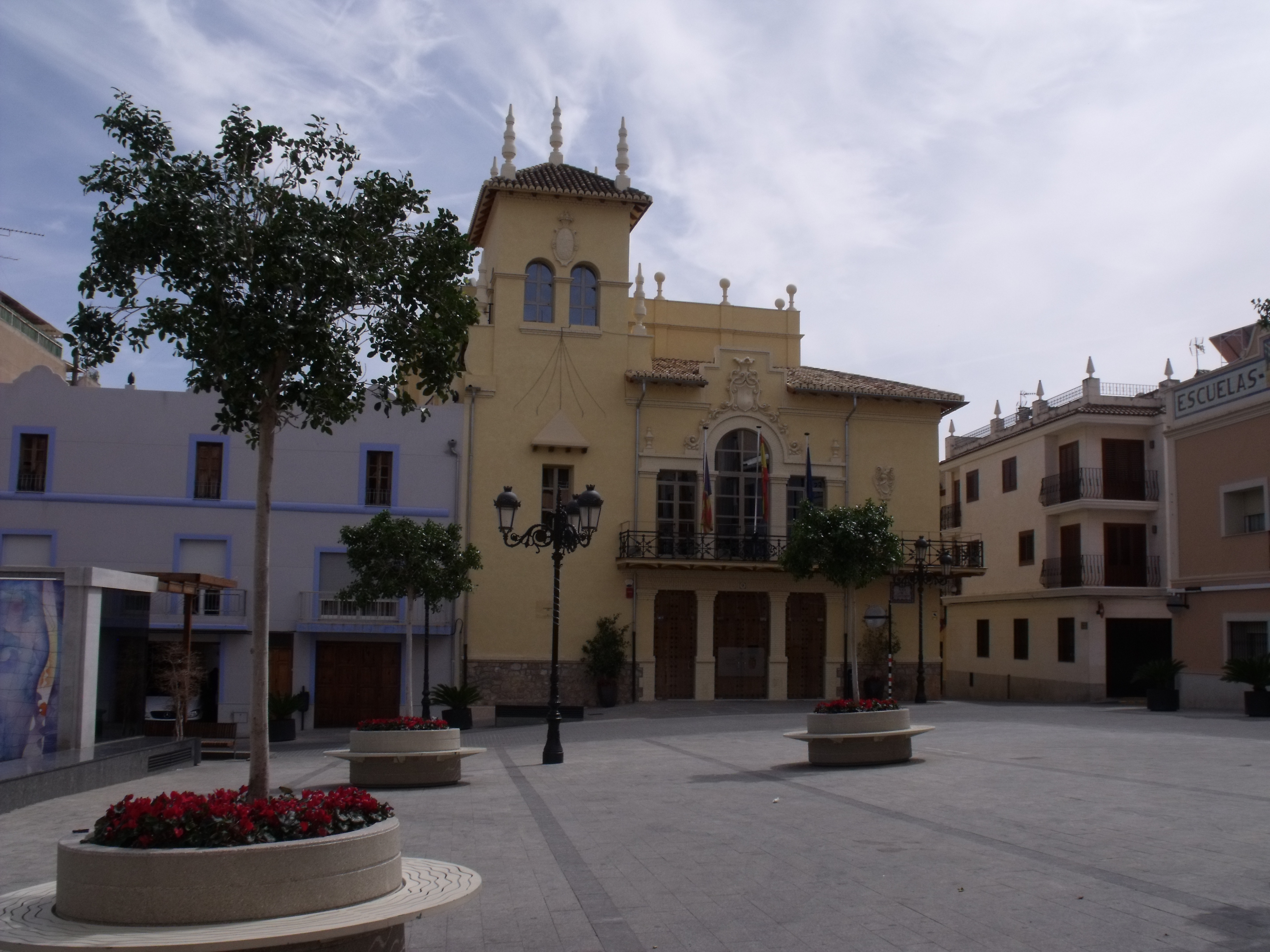
Ayuntamiento.

- Ayuntamiento: fue construido por el arquitecto Joaquín Rieta Sister, comenzando la obra en 1925 y concluyéndola en 1927. El edificio es de estilo clasicista y constituye uno de los más bellos de la Comunidad Valenciana. Consta de dos plantas y torre con cubierta piramidal de teja rematada con pináculos en los vértices. En 2009 fue inaugurado despuésAyuntamiento.de una gran remodelación dotándolo de las más modernas y sostenibles instalaciones conservando la fachada y los elementos arquitectónicos originales.

### Patrimonio Cultural del agua
- Acueductos: es muy conocida la red de acueductos y canales que, desde época romana, recorrieron la margen derecha del río Túria irrigando y abasteciendo las tierras circundantes. Estos sistemas hidráulicos tomaban el agua en el paraje de La Pea, entre Villamarchante y Pedralba, y la conducían posiblemente hasta Valencia atravesando los términos de Villamarchante, Ribarroja del Turia y Manises. Esta red de abastecimiento y distribución fue ya descrita por F. Jaldero y por D. Fletcher y su rastro se puede seguir en numerosos tramos, pero se hace especialmente evidente en el punto de captación de aguas de la Pea y en el paso de los barrancos de Olmos, Muncholina, Porchinos, La Pedrera y el barranco de la Cabraza, donde las obras de ingeniería adoptan una mayor relevancia. Pero sin lugar a duda, los tramos más notables y monumentales de esta red son los situados en el barranco de Porchinos. Aún se conserva un arco que une los dos lados del barranco, muros y una balsa de decantación. Este tramo del acueducto está construido con un núcleo de piedras irregulares dispuestas de forma desordenada y aglutinadas con un mortero pobre de cal, mientras que, la pared exterior es de opus vitatum. Por lo que respecta a la cronología, aunque es difícil de concretar, por la tipología y técnica constructiva se puede deducir que nos encontramos ante una construcción próxima al mundo romano.

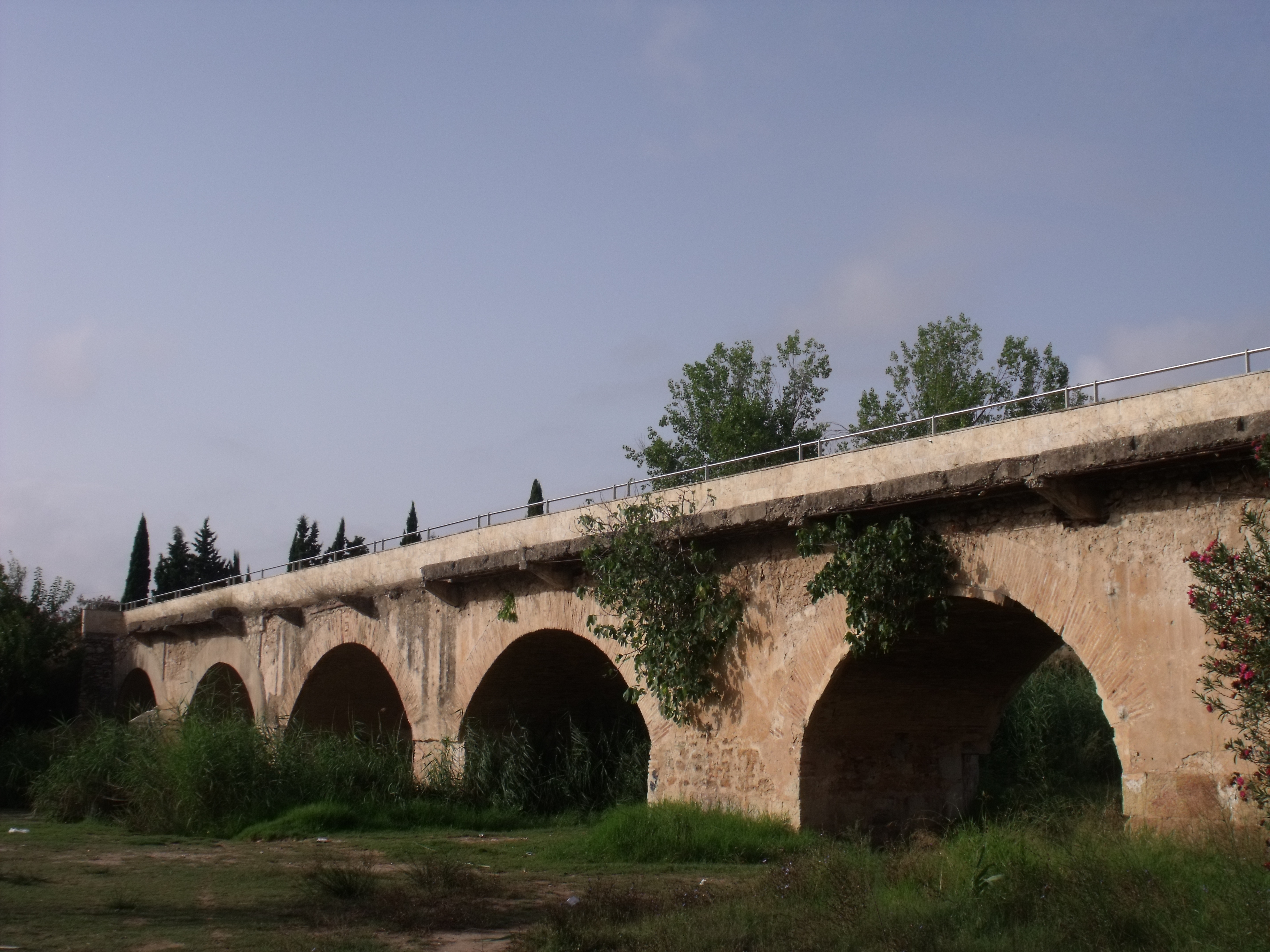
El Puente Viejo

- Puente viejo: testigo de una larga historia, su actual ubicación albergó en épocas pasadas el punto de paso que permitía a los moradores del pueblo acceder a las tierras de cultivo, así como el paso de otras personas, mercaderías, productos de la huerta y, cómo no, animales, ya que era el punto más cercano a la capital y que permitía atravesar el río. El derecho de paso ocasionó el impuesto de pontazgo por el cual, tanto personas, rebaños y otros materiales, pagaban por la utilización del puente.

Las primeras noticias que tenemos sobre el puente de obra son de 1548. En la Carta Puebla otorgada a Ribarroja en el año 1611 ya se hace clara referencia al mismo y sus arriendos. A partir de este momento las referencias son frecuentes no sólo en relación con los arriendos, sino a frecuentes crecidas como la riada de 1776 que acabó casi con él al arrastrar gran cantidad de troncos.

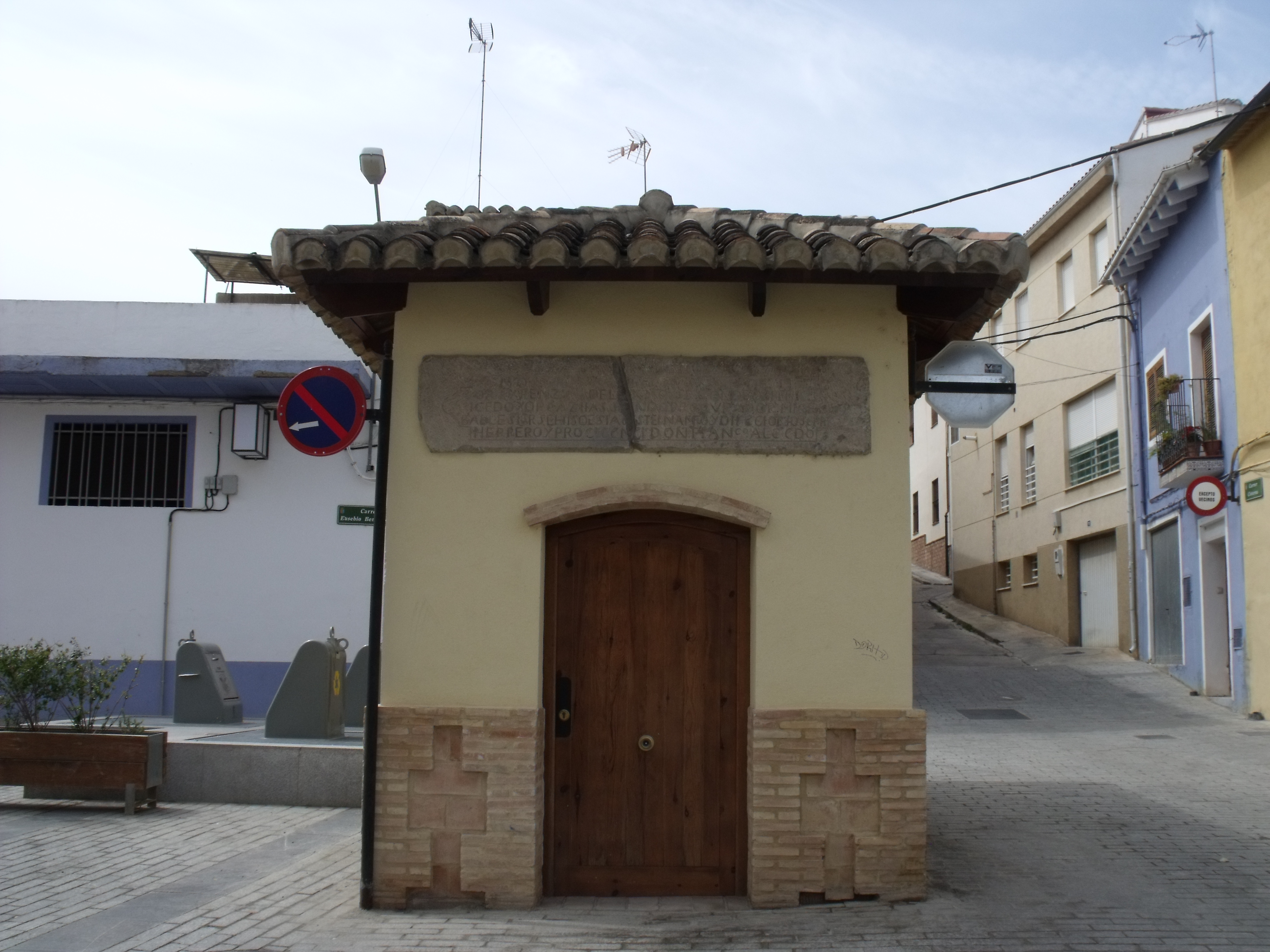
La Cisterna

- Cisterna: el conde de Revillagigedo mandó construir la Cisterna frente al Castillo. Muy parecida a un aljibe, pero abastecida por las aguas de la acequia del Quinto, la Cisterna se llenaba en invierno y no se utilizaba hasta el verano, por lo que el agua se consumía filtrada y fresca. Sus dimensiones y capacidad son de unos 25 m de profundidad, 5 de alto y 5 de ancho, cubicando por lo tanto, al menos, 500.000 litros. En 1960 y con la prohibición de utilizar el agua de cualquier pozo ante el peligro de un brote de tifus, con el agua potable en todas las viviendas, los pozos caen en desuso, utilizándose exclusivamente los situados junto a las tierras de cultivo para regarlas.
- Lavadero: el lavadero de Ribarroja del Turia conocido como el "Llavaor Vell" es el más antiguo y el único que se conserva hoy en día de los tres que tuvo el municipio. Está situado en la zona más antigua de la población, en la parte posterior del Castillo junto al barranco de los Moros, donde toma el agua de la acequia del Quinto. Con el paso de los años y la aparición de nuevos avances técnicos como la conducción pública del agua a las viviendas, la lavadora eléctrica y la mejora del saneamiento con la construcción del alcantarillado a partir de 1960, los lavaderos comenzaron a caer en desuso lo que propugnó su abandono y deterioro.  "El Llavaor Vell" fue rehabilitado en el año 2010, conservando su estructura y elementos originales, pudiéndose visitar actualmente, ya que ha pasado a incorporarse como un elemento turístico más dentro de las rutas que se realizan por el Casco Antiguo.

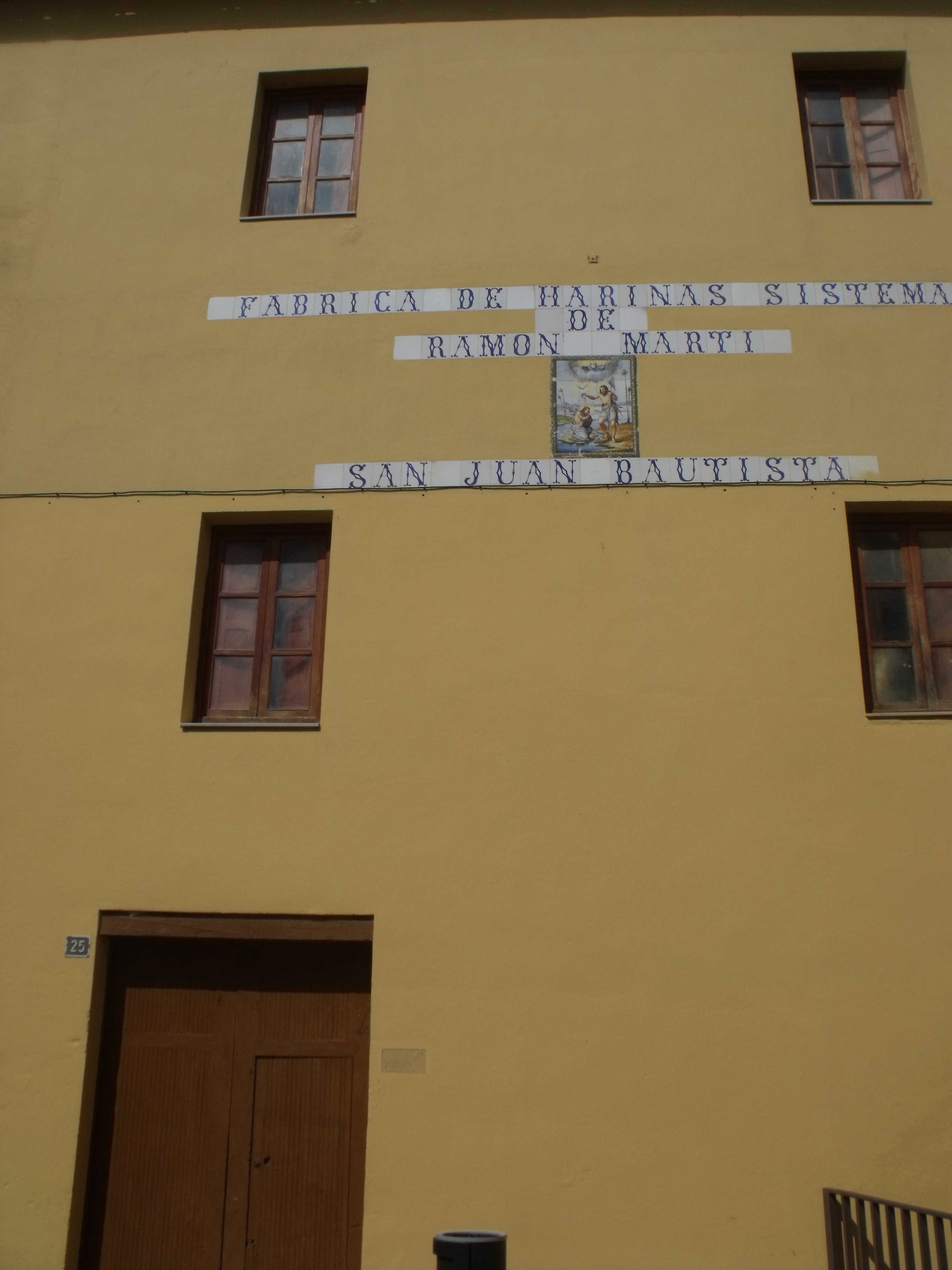
Molino

- Molinos: Ribarroja del Turia ha tenido cuatro molinos harineros y uno arrocero: el molino de Mandor, el del Peñote, "el Molinete" y el molino de Ribarroja propiamente dicho. Una de las primeras referencias al molino en Ribarroja del Turia se encuentra en la Carta Puebla de 1611, cuando se dice que los vasallos de marqués de Guadalest, a la sazón señor de la población, "... están obligados a ir a moler al molino y molinos harineros del señor y hacer el arroz en el molino arrocero de la villa y baronía..."MolinoEl molino ubicado en el casco antiguo de la localidad sufrió muchas reformas a lo largo de los siglos pero quizá la más considerable fuera la realizada por el conde de Revillagigedo en 1773. Hasta 1897 el molino fue arrendado por el conde y luego este paso a manos privadas, siendo su primer dueño Bautista Martí. El hijo de este, Ramón Martí, instalará el Sistema Buhler y en 1948 Manuel Alamar Mocholí, construyó, a la derecha del molino, la vivienda del molinero. En 1998 cuando, el Ayuntamiento adquiere la propiedad habilitando la Casa del Molinero para la visita.
- Pozos: excavados en plena huerta, son casi totalmente desconocidos por las actuales generaciones, aunque fueron de gran utilidad y tuvieron su época de máximo esplendor entre los años 1920 y 1960. Se conoce la existencia de más de una veintena de pozos repartidos por toda la huerta. Todos suelen tener una estructura similar: la mayoría son de planta cuadrada de entre 1 y 1’50 m de lado aproximadamente, siendo su media de profundidad de unos 13 m y la mayoría tienen edificado un techado en forma de pirámide

### Sitios arqueológicos
- Recinto amurallado de Ribarroja del Turia.

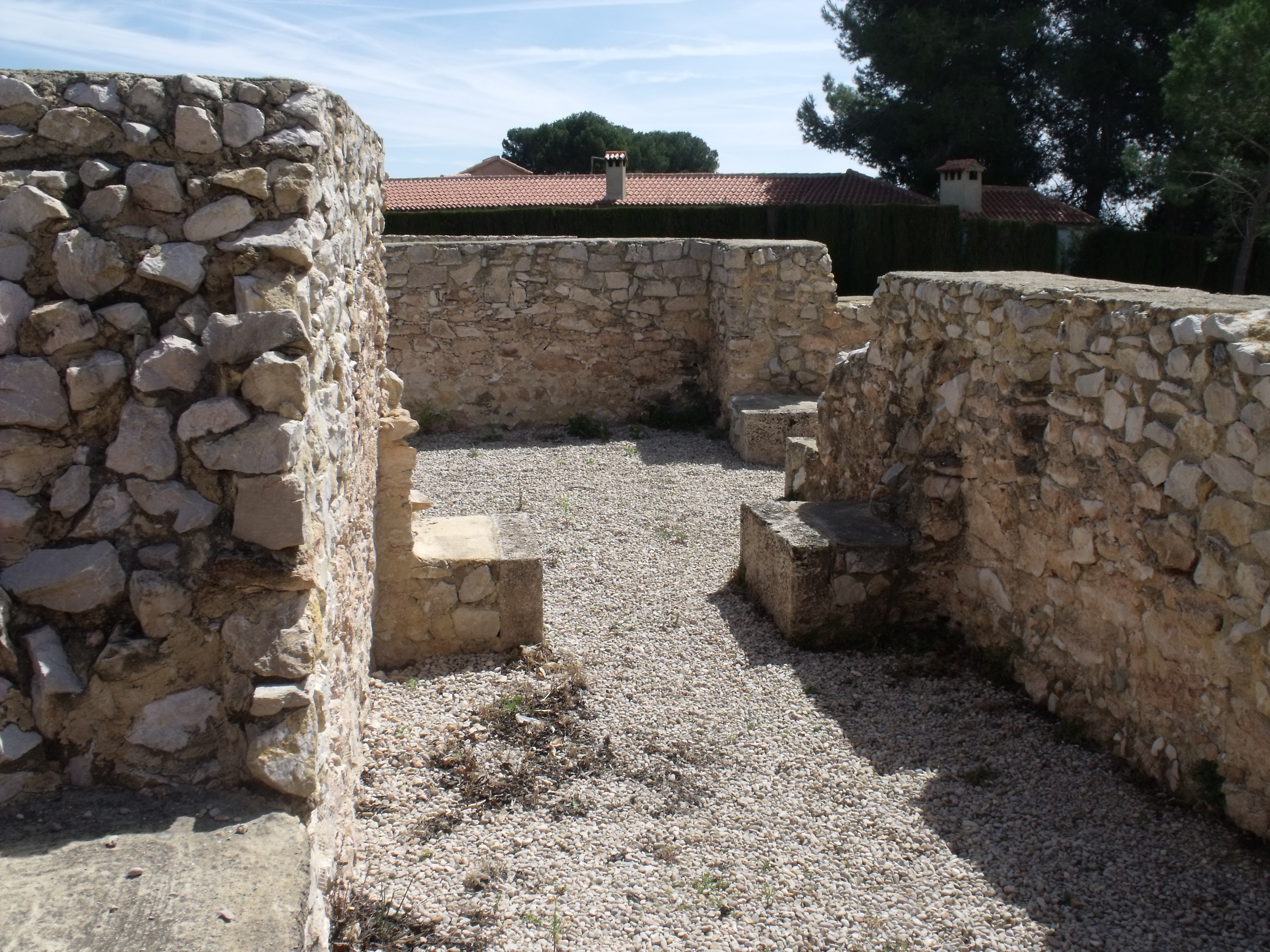
Zona arqueológica del Plana de Nadal.

- El Palacio Visigodo de la Plana de Nadal: la villa áulica de época visigoda del Plana de Nadal, ubicada en Ribarroja del Turia, constituye un ejemplo prácticamente único en las tierras valencianas de conjunto arquitectónico residencial, paradigmático del estamento nobiliario de la Antigüedad tardía. Este excepcional recinto de fachada torreada y pórticos perimetrales, al modo de las villae renanas con torres avanzadas típicas de la Germania romana, debió estar dotado al menos de dos plantas que alcanzarían los doce metros de altura; una superior, aula dominical, donde estarían instalados los numerosos frisos y elementos Zona arqueológica del Plana de Nadal.escultóricos tallados a bisel, que constituyen la singularidad más específica de este yacimiento, y una planta baja rústica destinada al almacenamiento de grano, vino o aceite en grandes doliae. Una de las singularidades del edificio de la Plana de Nadal reside en su gran riqueza escultórico-arquitectónica, habiéndose recuperado unas 800 piezas de piedra labrada, de las que 400 corresponden a las fábricas del mismo y otras tantas a elementos ornamentales. Algunas de estas piezas actualmente se encuentran expuestas en el MUPLA. Entre las piezas singulares destaca un pequeño medallón con anagrama orlado de roleos vegetales similares a los de los frisos y placas decorativas. La parte central está ocupada por un anagrama en forma de cruz en el que pueden identificarse las letras T, E, B en el brazo vertical; D, E, M en el horizontal y nuevamente en el vertical I y R, que podría transcribirse como TEBDEMIR. Nombre similar al epígrafe TEVDINIR, grafiado en el reverso de una venera y que cabría entender como referidos a un mismo personaje, el fundador o propietario de esta magnífica quinta palaciega. Este nombre podría vincular este edificio palatino al personaje histórico Teodomiro de Orihuela, suscriptor del famoso Pacto de sumisión a los árabes de principios del siglo VIII.
- Yacimiento arqueológico de Valencia la Vella: así se conocen las ruinas situadas en una terraza sobre el río, entre el margen derecho del Túria y el barranco de la Cabraza, a unos 3 km al sudeste de Ribarroja del Turia. Es uno de los yacimientos arqueológicos valencianos del que contamos con noticias más antiguas, siendo mencionado en el siglo XIV por el Consejo de Valencia en relación con un proyecto para transvasar aguas del Júcar al Turia y en el siglo XV por la Batlia, la cual concedió licencia a un particular para “recerca de tresor” en Valencia la Vella y término. Las investigaciones arqueológicas han permitido determinar la cronología visigoda y la funcionalidad militar del yacimiento. Lo característico del lugar, de una superficie aproximada de 4 ha, es la existencia de una potente muralla de 1,80 m de espesor, que se adapta a la topografía del terreno, reforzada por torres planta cuadrada (3 x 3 m) de proyección exterior, ambas de mampostería trabada con hormigón de cal.

### Patrimonio Bélico
Ribarroja del Turia alberga en diferentes zonas de su término municipal varios kilómetros de trincheras, túneles y fortificaciones defensivas que fueron construidas durante la guerra civil española. Estas construcciones se concentran principalmente en 4 zonas: en el bosque de la Vallesa de Mandor (en el linde de nuestro pueblo con los términos de La Eliana y Paterna), en Valencia la Vella, en los Carasoles y por último en la zona del Seminario muy cerca del cementerio municipal. No hay que olvidar también el refugio antiaéreo del colegio Cervantes.
Estas trincheras y demás construcciones asociadas a ellas, formaron parte de la última línea defensiva de Valencia denominada “Línea Puig-Carasoles”, conocida también popularmente como “La Inmediata”. Se construyó durante el tramo final de la contienda, entre el verano de 1938 y principios de 1939 y estaba destinada a ser el último baluarte para frenar un posible ataque directo de las tropas nacionales sobre Valencia, cuando la ciudad albergaba la sede del Gobierno de la República. Finalmente dicho avance no llegó a producirse porque el conflicto terminó antes y Valencia no fue conquistada militarmente, simplemente fue ocupada, y el frente activo más próximo quedó en los altos de Alcublas, Bejís-El Toro-Barracas y en el sur de la Plana de Castellón.
Todo el conjunto de la línea Puig-Carasoles se compone de cerca de 200 elementos entre los que se encuentran búnkeres, trincheras, nidos de ametralladora, túneles, puestos de mando y otras fortificaciones a lo largo de una longitud de 26 kilómetros entre el municipio de El Puig y la partida de los Carasoles en Ribarroja.
La línea defensiva “El Puig-Carasoles” nunca llegó a utilizarse, ya que el Gobierno de la República capituló y entregó la ciudad de Valencia sin luchar el 29 de marzo de 1939, después de la caída de Cataluña y Madrid frente a los nacionalistas liderados por Franco. Con el tiempo estos restos cayeron en el olvido y hoy en día buena parte de ellos están medio enterrados o destruidos, pero actualmente algunos elementos se han recuperado y restaurado para que puedan visitarse. Curiosamente se trata de unas instalaciones y de una historia poco conocida y en algunos tramos casi parece un milagro que sobreviva todo esto dada la proximidad de casetas, chalets y urbanizaciones que proliferaron en décadas pasadas. Cabe destacar la relación que tiene esta línea con otros elementos históricos y arqueológicos que convergen en el mismo espacio físico, como son los acueductos romanos o el yacimiento visigodo de Valencia La Vella.
Por todo ello, desde la Oficina de Información Turística de Ribarroja del Turia se realizaron periódicamente diferentes rutas para visitar estas trincheras. Una iniciativa que pretende mejorar el conocimiento público de nuestro patrimonio bélico, ya que este representa un legado fundamental para conservar y poner en valor nuestra historia más reciente.

## Fiestas locales

### Marzo
- Fallas: en el mes de marzo y en honor de san José se plantan seis fallas pertenecientes a las seis comisiones: la Paz, la Amistad, la Armonía, el Turia, la Unión y la Constitución. Así mismo existe una Fallera Mayor y una Fallera Mayor Infantil que representan a toda la población en las celebraciones de la plantada, pasacalles, concursos, buñuelos y chocolate, mascletàs, castillos de fuegos artificiales, ofrenda a la virgen y cremá.

### Abril
- Altar en honor de San Vicente Ferrer: fiesta en la que se representan los milagros que obró San Vicente. Les Pastoretes de San Vicente, formado por niñas de la localidad, bailan en honor a Santo. El origen de esta danza se remonta a tiempos pasados y la tradición se mantiene viva de generación gracias a les pastoretes.

### Mayo
Fiesta en Honor a la Virgen de los Desamparados
Feria del Comercio
Feria de las Asociaciones

### Agosto
- Fiestas en honor a la Asunción de Nuestra Señora: a lo largo de la semana que precede a la fiesta se llevan a cabo una gran cantidad de actividades para todas las edades cuentos a la fresca, concurso de paloma al brazo, mascletaes, castillo de fuegos artificiales, carrera ciclista, fútbol, actuaciones musicales. Destacaremos dos actos: La Noche del Pueblo, en la que se despliegan tradiciones, costumbres y usos del pasado de Ribarroja. Degustaciones gastronómicas de pelaetas, olleta, paellas, embutido, helados… El pasado se apodera del ambiente, tradiciones como los bolillos y la llata son realizadas cara al público por hábiles manos. Los niños tienen para su diversión, unas piñatas rellenas de sorpresas que pueden conseguir si aciertan a darles con una vara larga y los ojos vendados. Un cine antiguo, el Imperial, recrea nuestras viejas películas y fotografías convertidas en documentales donde se pueden ver fiestas, deportes, actividades y la vida cotidiana de Ribarroja del Turia del siglo pasado. El Pasacalle de las Albahacas en las que los niños son los protagonistas, recibiendo una pequeña cantidad de dinero por participar con una de estas plantas aromáticas.
- Moros y Cristianos: encuadradas dentro de las fiestas en honor a la Asunción de Nuestra Señora. Representación de los enfrentamientos entre musulmanes y cristianos por la rica vega del río Turia. Tres actos marcan estas fiestas con más de 10 años de tradición que son: El Pregón, Las Embajadas y La Entrada en la que participan un numeroso grupo de festejos y que año a año atraen a curiosos amantes de dicha fiesta.
- Fadrines: se caracterizan por una gran cantidad de actividades dedicadas a los jóvenes, actuaciones musicales, concursos, campeonatos. Destacaremos el concurso de paellas, la cabalgata de disfraces…

### Septiembre
- 14 de septiembre, Santísimo Cristo de los Afligidos: fiesta en la que los clavarios y clavariesas, acompañados por la gente del pueblo, que también quiere manifestar su fervor, honran al Santísimo Cristo durante la procesión de la tarde-noche, en la celebración de la fiesta patronal de Ribarroja al Cristo de los Afligidos.

### Octubre
- Fiestas en honor a Nuestra Señora del Pilar: diferentes actos conforman las celebraciones de este día, destacando la procesión.

### Noviembre
- Festividad de todos los Santos
- Fiesta de Santa Cecilia: festival de bandas de música. La Banda Unión Musical de Ribarroja ofrece un concierto el fin de semana anterior o posterior a la festividad.

### Fiesta de interés turístico
- Ofrenda al Río Turia: cada cinco años Ribarroja del Turia rinde homenaje el río que le da nombre. Participan todos los pueblos ribereños desde su nacimiento hasta la desembocadura quienes hacen una demostración pública de agradecimiento a las aguas del río en reconocimiento a los beneficios que de ellas reciben. Entre los actos programados, destacan el Pregón, la Feria de los Pueblos, Concursos y exposiciones, y la Ofrenda al río Turia, acto que culmina la celebración. Fue declarada en 2010 fiesta de Interés Turístico.